# بهار پراگ
بهار پراگ دوره‌ای از گسترش آزادی‌های فردی و اجتماعی در چکسلواکی بود. این دوره از ۵ ژانویه ۱۹۶۸ شروع شده و تا ۲۰ اوت همان سال ادامه داشت. این دوره وقتی به پایان رسید که اتحاد جماهیر شوروی سوسیالیستی به‌همراه متحدین‌اش در پیمان ورشو (به غیر از رومانی) به چکسلواکی حمله کردند.

## وضعیت در چکسلواکی
از اواسط دههٔ ۱۹۶۰، اعتراضات مردم چک و اسلواکی به حکومت موجود در چکسلواکی شدت گرفت. این اعتراضات منجر به منصوب شدن الکساندر دوبچک از سوی اصلاح‌طلبان به رهبری حزب کمونیست شد. دوبچک اصلاحاتی را که در وضعیت سیاسی موجود انجام داد سوسیالیسم با سیمای انسانی می‌نامید. اصلاحات دوبچک پشتیبانی و حمایت افراد جامعه از جمله طبقهٔ کارگر را برانگیخت. با این وجود، رهبری شوروی این اصلاحات را تهدیدی به تسلطش بر بلوک شرق و حتی امنیت اتحاد شوروی، می‌دانست.
برخلاف دیگر کشورهای اروپای مرکزی و شرقی، روی کار آمدن کمونیست‌های چکسلواکی در سال ۱۹۴۸ حاصل قیامی اصیل و مردمی بود و از این رو خواست اصلاحات به آشوبی مانند انقلاب ۱۹۵۶ مجارستان نینجامید. با این وجود اقلیت قابل ملاحظه‌ای در حزب حاکم، به‌خصوص در رده‌های بالاتر رهبری، با هرگونه کاهش در کنترل حزب بر جامعه مخالف بودند و فعالانه به‌همراه شوروی برای برکناری اصلاح‌طلبان نقشه کشیدند.

## سیاست اتحاد شوروی

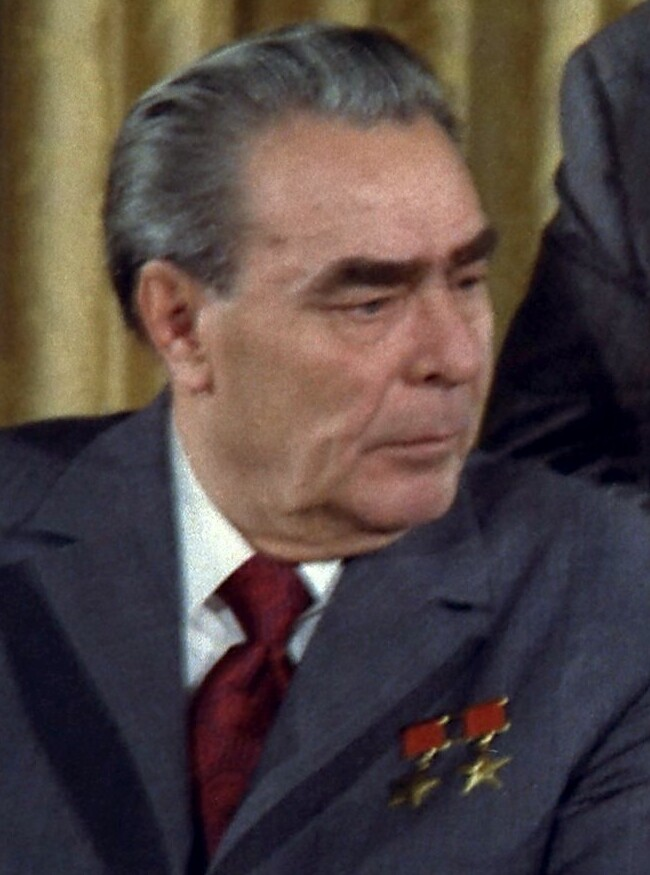
لئونید برژنف

سیاستی که اتحاد شوروی برای تحمیل کردن دولت‌های مشابه شوروی در میان اقمارش در پیش گرفت به نام دکترینِ برژنف یا «اصل حاکمیت محدود»، شناخته می‌شود. دکترین برژنف در واقع عنوانی برای جمله‌ای است که برژنف در جریان کنفرانس براتیسلاوا آن را مطرح ساخت.
«هرگاه سوسیالیسم در یک کشور سوسیالیستی در معرض تهدید باشد، حفظ و دفاع از ارزش‌های سوسیالیسم در آن کشور به عهده سایر کشورهای سوسیالیست است.»
و این سیاستی بود که لئونید برژنف، رهبر شوروی، رسماً ارائه کرد؛ گرچه این سیاست از دوران استالین اعمال می‌شد. این دکترین تا دههٔ ۱۹۸۰ مورد استفاده بود و پس از آن با روی کار آمدن گورباچف، آنچه به شوخی دکترینِ سیناترا نام گرفت، جایگزین آن شد.
رهبری اتحاد شوروی ابتدا تلاش کرد که تغییراتی را که در چکسلواکی در شرف وقوع بودند، از راه مذاکره متوقف یا محدود کند. وقتی که این تلاش‌های شوروی بی‌نتیجه ماند، تدارک حملهٔ نظامی آغاز شد.

## تصرف چکسلواکی

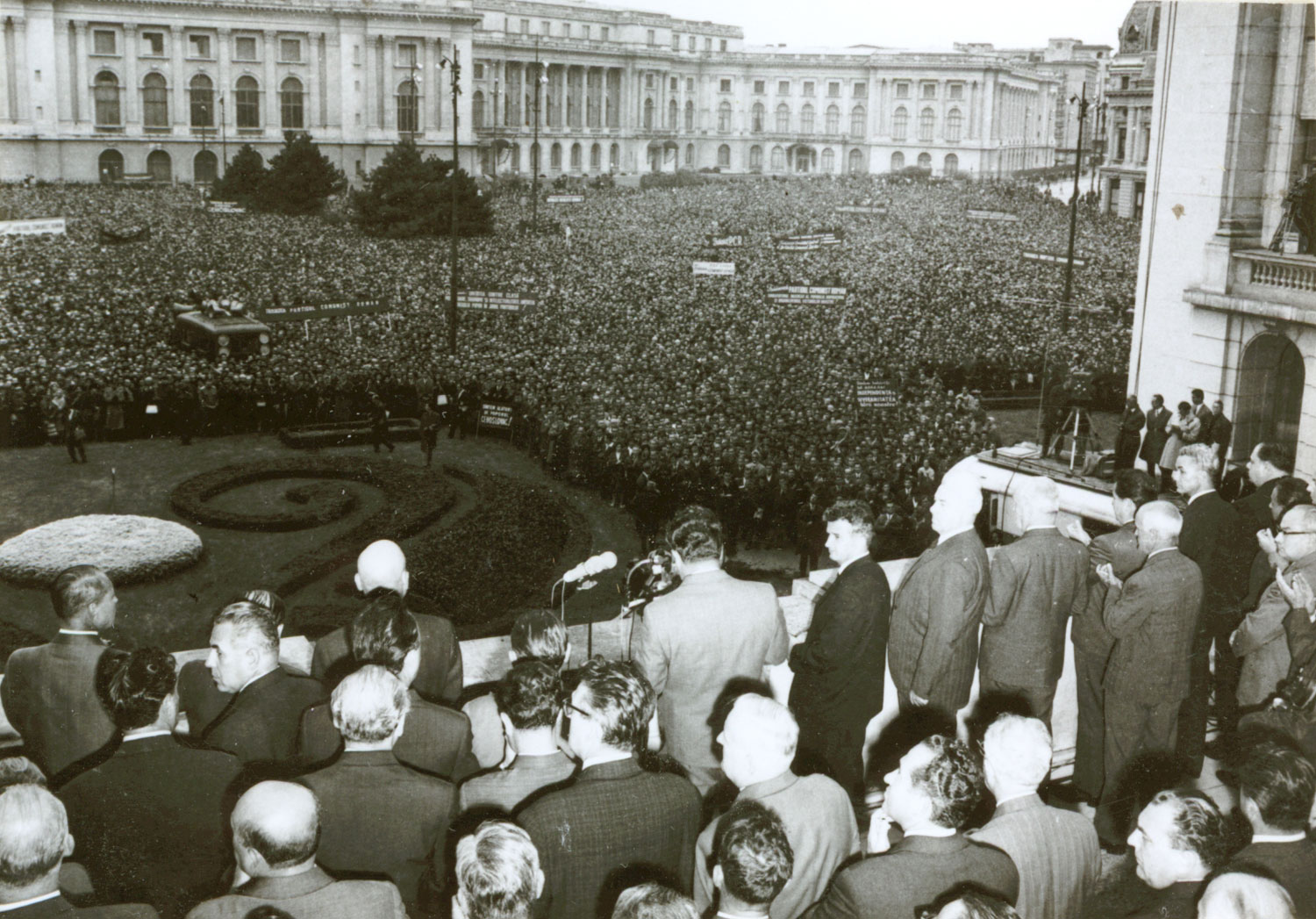
سخنرانی انتقادی رئیس جمهور رومانی چائوشسکو پس از هجوم پیمان ورشو به پراگ - بخارست اوت ۱۹۶۸

دورهٔ آزادی سیاسی در چکسلواکی در ۱۹۶۸، وقتی‌که ۲۰۰ تا ۶۰۰ هزار سربازان پیمان ورشو و پنج الی هفت هزار تانک کشور را تصرف کردند، به پایان رسید. این اتفاق در شامگاه ۲۰ اوت روی داد. بیشتر ارتش چکسلواکی، یعنی ۱۱ لشکر از ۱۲ لشکر آن، که فرمان‌های پنهانی از پیمان ورشو دریافت می‌کردند، در مرز آلمان غربی به حالت آماده باش قرار گرفته بودند. هجوم شوروی به چکسلواکی در آستانه کنگرهٔ حزب کمونیست چکسلواکی صورت گرفت. اعضای حزب در نهایت در یک کارخانه کنگره را برگزار کردند و بر برنامهٔ اصلاحات صحه گذاشتند. اما حملهٔ شوروی و پیامدهای ناشی از آن، عملاً ارزش وجودی این کنگره را از بین برد و آن را بیهوده ساخت.

## پیامدهای تصرف
کشورهای دموکرات غربی، صرفاً به اعتراض لفظی به این رویداد بسنده کردند و در عمل کاری انجام ندادند. با توجه به واقعیت‌های رویارویی اتمی در جریان جنگ سرد، کشورهای غربی نمی‌توانستند در اروپای شرقی به مقابله نظامی با شوروی برخیزند. به‌دنبال تصرف چکسلواکی، سیل وسیعی از مردم چک (۷۰٬۰۰۰ نفر بلافاصله و ۳۰۰٬۰۰۰ نفر در کل) از این کشور مهاجرت کردند که بیشتر آنان افراد کاردان و تحصیل‌کرده بودند.
یک دهه بعد، دوره‌ای مشابه از آزادی سیاسی در چین به قیاس بهار پراگ بهار پکن نام گرفت.

## منشأ پیدایش اصطلاح
اصطلاح بهار پراگ را در آغاز رسانه‌های غربی ابداع کردند و پس از این‌که این واقعه در سراسر جهان شناخته شد، این اصطلاح به مرور در میان تمامی مردم جهان جا افتاد و در نهایت توسط مردم چکسلواکی هم پذیرفته شد.